# Hans Hammerschmid
Hans Hammerschmid, auch Hans Hammerschmidt (* 12. März 1930 in Wien; † 30. November 2024 in Gräfelfing; Pseudonym Henry Stuck), war ein österreichischer Komponist, Filmkomponist, Arrangeur, Pianist und Dirigent.

## Biografische Angaben
Hans Hammerschmid beendete seine Schullaufbahn in Wien mit der Matura. Er studierte an der Musikakademie Wien Klavier, Komposition und Dirigieren. 1947 wurde Hammerschmid in seiner Heimatstadt mit dem Mozart-Preis ausgezeichnet. Dies führte ihn nach Hollywood, wo er 1952 seine erste Filmmusik komponierte.

Single 60 Jahre – und kein bißchen weise von Curd Jürgens, 1975. Musik: Hans Hammerschmid

Anschließend war Hammerschmid als Jazzpianist und Arrangeur tätig. Er war Mitglied des Quintetts von Hans Koller und des Südwestfunk-Tanzorchesters und leitete eine eigene Gruppe; er trat mit dem Orchester Eddie Sauter 1958 auf dem Jazzfestival Frankfurt auf und arbeitete mit namhaften Instrumentalisten wie Stan Getz, Dusko Goykovich, Zoot Sims, Attila Zoller, der Sängerin Helen Merrill sowie dem Orchester Johannes Fehring zusammen. Ab den 1960er Jahren schuf Hammerschmid Arrangements und Kompositionen für die Bambis, Ian Cussick, Miriam Frances, Curd Jürgens (60 Jahre – und kein bißchen weise), Julia Migenes, Esther & Abi Ofarim, Anneliese Rothenberger, Klaus Sommer, Donna Summer, Suzie, Margot Werner, Helmut Zacharias und viele andere. Beim 11. Grand Prix Eurovision de la Chanson 1966 dirigierte und arrangierte Hammerschmid das Orchester des Siegerliedes Merci, Chérie von Udo Jürgens.
Im gleichen Jahr lernte Hammerschmid anlässlich einer Fernseh-Silvestershow die Schauspielerin, Chansonsängerin und Autorin Hildegard Knef kennen. Der Komponist und Arrangeur war von 1967 bis 1975 musikalischer Leiter der meisten Aufnahmen der Knef. Die Texte zahlreicher Titel stammten von der Interpretin selbst. Die Zusammenarbeit zwischen Knef und Hammerschmid umfasste insgesamt sieben Musikalben. Bekannte Lieder des Autorenteams sind unter anderem Von nun an ging’s bergab, Für mich soll’s rote Rosen regnen und Ich brauch’ Tapetenwechsel.
Seit den 1960er Jahren komponierte Hammerschmid zahlreiche Musiken für deutsche Fernsehfilme und Episoden bekannter Fernsehserien wie Das Kriminalmuseum, Der Alte, Derrick, Insel der Träume und Das Traumschiff. 1985 folgte die Musik zur erfolgreichsten Serie des ZDF Die Schwarzwaldklinik, deren Titelmusik (Hallo Dr. B.) zu Hammerschmids bekanntesten Arbeiten als Filmkomponist gehört. In Großbritannien erlangte sein 1966 für Max Greger komponiertes Instrumental Big Train Bekanntheit, nachdem es 1998 bis 2002 als Titelmusik der gleichnamigen Comedy-Show Verwendung fand. Daneben schuf Hammerschmid Hörspiel-Musiken sowie Einspielungen für Musikverlage und Werbung.
1993 kam es im Rahmen der Berliner Uraufführung des Musicals Sag mir, wo die Blumen sind von Friedrich Kurz über Marlene Dietrich nach fast 20 Jahren wieder zu einer Zusammenarbeit mit Hildegard Knef. Hammerschmid komponierte das von Knef getextete Chanson Marlene, das gemeinsam mit den von Hammerschmid arrangierten Titeln Sag mir, wo die Blumen sind und Ich hab’ noch einen Koffer in Berlin auf einer Maxi-CD erschien. Zahlreiche gemeinsame Arbeiten von Hammerschmid und Knef wurden immer wieder neu eingespielt, unter anderem von Lee Buddah, Extrabreit, Justus Köhncke, Heike Makatsch, Nylon, Max Raabe und Rosenstolz.
2016 wurde er mit dem Großen Ehrenzeichen für Verdienste um die Republik Österreich ausgezeichnet.

## Diskografie (Auswahl)

### LPs

Label der Single Tapetenwechsel von Hildegard Knef, Auskopplung der Langspielplatte KNEF, 1970

- Esther & Abi Ofarim: Das neue Esther & Abi Ofarim Album (1966; Philips)
- Hildegard Knef: Halt mich fest (1967; Decca)
- Hildegard Knef: Träume heißen du (1968; Decca)
- Hildegard Knef: KNEF (1970; Decca)
- Hildegard Knef: Worum geht’s hier eigentlich? (1971; Decca)
- Hildegard Knef: Und ich dreh’ mich nochmal um (1972; Philips)
- Miriam Frances: Wenn ich singen würde (1973; Ariola)
- Hildegard Knef: Ich bin den weiten Weg gegangen (1974; Philips)
- Hildegard Knef: Applaus (1975; Philips)
- Hans Hammerschmid: Music on the Beach (1981; Elite Special)
- Julia Migenes: So In Love (1982; BMG Ariola)
- Margot Werner: ...denn ich bin ich (1983; Bellaphon)
- Hans Hammerschmid: Die Schwarzwaldklinik (Originalaufnahmen aus der gleichnamigen ZDF-Serie) (1985; Ariola)
- Hans Hammerschmid: Brücken (1986; Golden Ring)

### CDs
- Hans Hammerschmid: We Wish You a Merry Christmas (2004; Brillant)

## Filmografie (Auswahl)

### Fernsehen
- 1963: Mario (12 Episoden)
- 1965: Marguerite durch Drei
- 1965: Der heimliche Teilhaber
- 1966: Das Tempelchen
- 1967: Josephine
- 1967–1968: Das Kriminalmuseum (3 Episoden)
- 1969: Jean der Träumer
- 1969–1972: Pater Brown (26 Episoden)
- 1971: Narrenspiegel (2 Folgen)
- 1972: Sternschnuppe
- 1974: Elfmeter! Elfmeter!
- 1974: Der Kommissar (1 Episode)
- 1977: Fragen Sie Frau Erika
- 1978: Räuber und Gendarm
- 1979: Aktion Abendsonne
- 1979: Bistro
- 1979 bis 1995: Der Alte (5 Episoden)
- 1980 bis 1994: Derrick (6 Episoden)
- 1984: Tatort – Geburtstagsgrüße
- 1984: Danger – keine Zeit zum Sterben
- 1984: Mrs. Harris – Freund mit Rolls Royce
- 1984: Die Glücksritter (8 Episoden)
- 1985–1989: Die Schwarzwaldklinik (72 Episoden)
- 1985: Mütter und Töchter
- 1985: Der Fehler des Piloten
- 1985: Nessie, das verrückteste Monster der Welt
- 1986: Weissblaue G’schichten (3 Episoden)
- 1990: Hotel Paradies (27 Episoden)
- 1991: Die Hütte am See (4 Folgen)
- 1991: Insel der Träume (21 Episoden)
- 1992: Donauprinzessin (12 Episoden)
- 1992: Der Patenonkel (8 Episoden)
- 1992: Chérie mein Mann kommt
- 1992–2000: Das Traumschiff (7 Episoden)
- 1996: Die Geliebte (1 Episode)
- 2001: Der Held an meiner Seite
- 2005: Legenden: Hildegard Knef (Dokumentation)

### Spielfilme
- 1968: Funkstreife XY – ich pfeif’ auf mein Leben
- 1968: Ich spreng’ Euch alle in die Luft – Inspektor Blomfields Fall Nr. 1
- 1968: Andrea – Wie ein Blatt auf nackter Haut
- 1968: Willst Du ewig Jungfrau bleiben?
- 1969: Von Haut zu Haut
- 1969: Die nackte Bovary
- 1970: St. Pauli Nachrichten – Thema Nr. 1
- 1971: Ein Käfer geht aufs Ganze
- 1973: Die Reise nach Wien
- 1973: Muschimaus mag’s grad heraus
- 1974: Ach jodel mir noch einen
- 1975: Die Kleine mit dem süßen Po
- 1976: Ich will leben
- 1984: Danger – Keine Zeit zum Sterben
- 1985: Nessie – das verrückteste Monster der Welt

## Hörspiele
- 1972: Papa, Charly hat gesagt…